# صومعه سنت پل منزوی
صومعه سنت پل منزوی (انگلیسی: Monastery of Saint Paul the Anchorite)، صومعه‌ای متعلق به کلیسای ارتدکس قبطی است که در صحرای شرقی در نزدیکی کوه‌های دریای سرخ واقع شده است. این صومعه همچنین در ۴۵۰ کیلومتری شرق قاهره قرار گرفته است.